# Jogo Subterrâneo
Jogo Subterrâneo é um filme de drama brasileiro de 2005 dirigido por Roberto Gervitz. Com roteiro de Jorge Durán e Roberto Gervitz, é baseado no conto Manuscrito Encontrado em um Bolso, de Julio Cortázar, e estrelado por Felipe Camargo e Maria Luísa Mendonça. O filme acompanha um homem que, cansado de fracassos no amor, resolve criar um jogo no metrô para encontrar a mulher de sua vida. Júlia Lemmertz, Daniela Escobar, Maitê Proença e Zé Victor Castiel interpretam os papéis coadjuvantes.
Jogo Subterrâneo teve sua estreia mundial na mostra Première Brasil do Festival do Rio, em 2004, e foi lançado nos cinemas do em 1 de abril de 2005 pela Buena Vista International. O filme teve uma recepção morna, sendo considerado pela crítica como "superficial" e com atuações e diálogos fracos. Comercialmente, o filme também não obteve sucesso, sendo assistido por cerca de 20 mil pessoas em seu lançamento, acumulando R$ 163 mil de bilheteria.
O filme foi agraciado com diversos prêmios e indicações, obtendo destaque no Festival Internacional de Cinema de Havana, onde angariou os prêmios de melhor edição e melhor música. Na 6ª cerimônia de entrega do Grande Otelo pela Academia Brasileira de Cinema, em 2007, o filme recebeu três indicações, incluindo de Melhor Atriz Coadjuvante para Júlia Lemmertz, melhor roteiro adaptado e melhor direção de fotografia. No 11° Prêmio Guarani, o filme também foi nomeado na categoria de roteiro adaptado.

## Sinopse
Martín (Felipe Camargo) é um homem que passa seus dias percorrendo as estações de trem, observando as mulheres mais bonitas e os pares de pernas mais desejáveis. Ele cria histórias em sua mente sobre o que poderia acontecer entre elas, inventando nomes e situações que registra em um caderninho. O filme busca dar um certo glamour a essa personalidade doentia, tão explorada pelo cinema nacional em seus anti-heróis.
Em suas tentativas frustradas, Martin conhece Tânia (Daniela Escobar), uma tatuadora que é mãe de uma menina autista chamada Victoria (Thávyne Ferrari). Ele também cruza frequentemente com Laura (Júlia Lemmertz), uma escritora cega que busca inspiração em personagens reais, absorvendo os relatos de Martín. Nesse jogo obsessivo, Martin acaba encontrando Ana (Maria Luísa Mendonça), uma mulher com um estilo sombrio e um passado misterioso, com quem acaba tendo uma  inusitada história de amor.

## Elenco
- Felipe Camargo como Martín
- Maria Luísa Mendonça como Ana
- Júlia Lemmertz como Laura
- Daniela Escobar como Tânia
- Maitê Proença como Mercedes
- Zé Victor Castiel como Gordo
- Thavyne Ferrari como Victória
- Sabrina Greve como Sofia
- Fausto Maule como Tadeu

## Produção

### Concepção

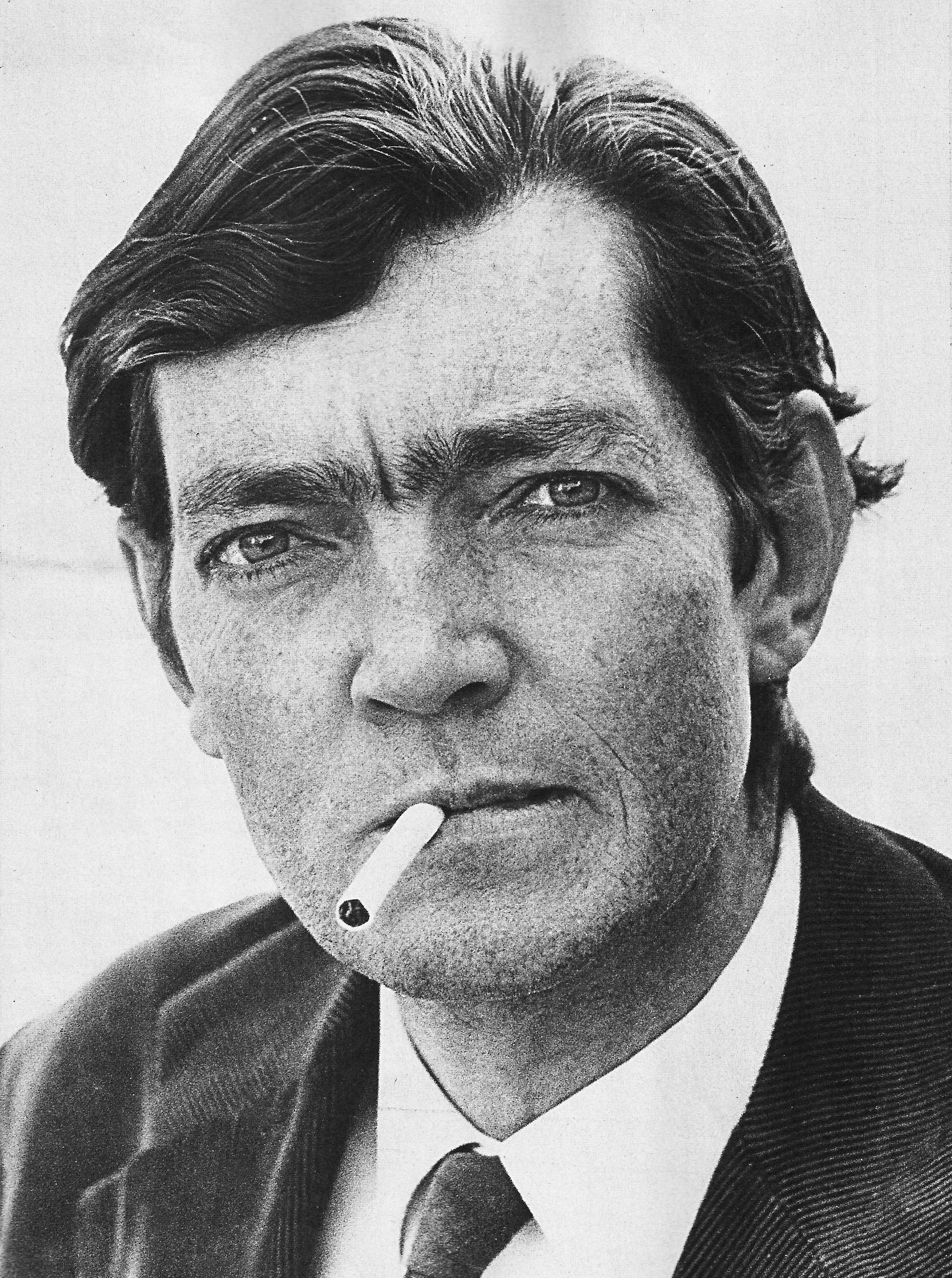
A obra de Julio Cortázar foi a inspiração para o filme.

Roberto Gervitz leu, pela primeira vez, o conto Manuscrito Encontrado em um Bolso, do escritor argentino Julio Cortázar, quando tinha 22 anos de idade. Oito anos mais tarde, ele teve a ideia de adaptar o texto para o cinema. Ele então escreveu três versões completamente diferentes, mas todas baseadas no conto. Em 1988, quando ainda estava colhendo os frutos do sucesso de seu primeiro filme de ficção, Feliz Ano Velho, Gervitz já pensara sobre o seu próximo projeto, com a decisão de adaptar o conto de Cortázar, e fechou contrato com os empresários Paulo Brito e Roberto Giannetti da Fonseca para a elaboração do roteiro.
Em 1989, Leopoldo Serran foi contratado para colaborar no roteiro do filme com Roberto. O enredo se desenrola nas antigas estações de metrô de Buenos Aires, construídas pelos ingleses no início do século XX. Nessas estações, os vagões ainda são feitos de madeira e os operadores fecham as portas manualmente, criando o cenário principal do roteiro concebido por Gervitz e Leopoldo Serran. Inspirados noconto de Cortázar, eles desenvolvem a trama de um engenheiro renomado convocado para modernizar o metrô de Buenos Aires. No primeiro dia de trabalho, ele encontra um caderno onde um homem descreve um jogo estranho para encontrar o amor de sua vida. O engenheiro fica obcecado pelo diário e sua vida controlada se desestrutura conforme se envolve com seu conteúdo. As linhas entre realidade e imaginação se confundem até que o engenheiro desce ao subterrâneo e assume o papel do jogador. No ano seguinte, 1990, Roberto Gervitz enviou o texto pronto para alguns amigos cineastas avaliarem, que, salvo alguns elogios, nenhum se demonstrou entusiasmado com o enredo proposto, considerado sem emoção.
Nesta época, com a eleição de Fernando Collor como presidente, o país entrou em uma grave crise financeira e a Embrafilme, empresa pública produtora de filmes, foi extinta. A produção de Jogo Subterrâneo foi imediatamente suspensa por falta de recursos para sua finalização. Apenas sete anos depois, em 1997, Roberto retoma as negociações para voltar a produção do filme e consegue a renovação os direitos de opção do conto com a Agência Carmem Balcells. Assim, ele procurou o empresário Paulo Brito para a retomada da produção, adiantando recursos para a finalização do roteiro e impulsionando a captação de recursos para o desenvolvimento do filme. Gervitz retomou a escrita do roteiro com um roteirista argentino, com quem se desentendeu e desligou da obra. A versão final do roteiro teve cinco tratamentos e foi escrita por Gervitz e Jorge Durán, contando ainda com a colaboração de Francisco Ramalho Jr., produtor executivo do filme, e a história foi transportada para o metrô da cidade de São Paulo.

### Escolha do elenco

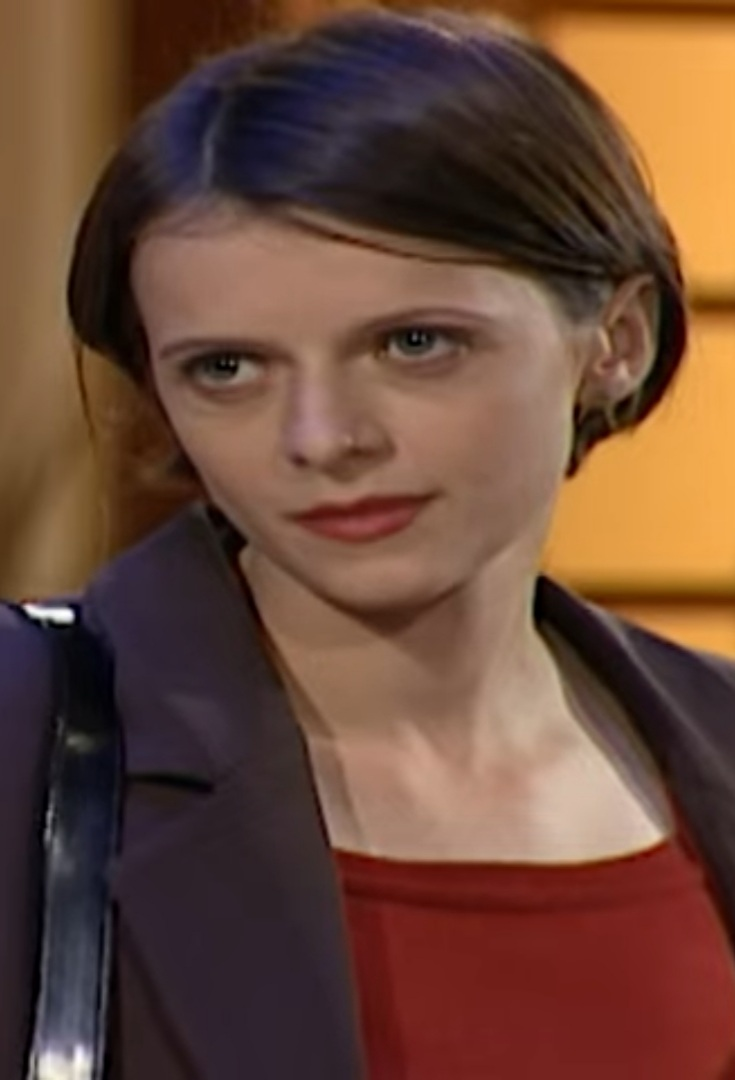
Maria Luísa Mendonça pediu diretamente ao diretor o papel de "Ana".

Roberto Gervitz conta, em entrevista, que teve dificuldades para encontrar o protagonista do filme. "Eu estava enfrentando dificuldades para encontrar o protagonista. Não queria um galã e a maioria dos atores de 40 anos que via na TV queriam aparentar 25. Não tinham o olhar e a expressão de homens maduros", disse o diretor para o livro "Jogo Subterrâneo", da Coleção Aplauso. Para selecionar os protagonistas, a direção decidiu conduzir testes. Com a exceção das atrizes Julia Lemmertz, interpretando Laura, e Maitê Proença, que tem uma participação especial como Mercedes, todos os atores em papéis importantes passaram por uma dinâmica de cerca de duas horas, concebida por Christian Duurvoort em colaboração com Gervitz.
A sugestão inicial de escolher Felipe Camargo surgiu da grande amiga de Gervitz, a figurinista Marjorie Gueller, e, após alguns testes, o desempenho do ator agradou a produção. Inicialmente, o papel de Ana, a protagonista, seria atribuído a uma atriz de renome na televisão, indicada pelos coprodutores e distribuidores do filme, a Buena Vista International. No entanto, devido a uma agenda de trabalho complicada, sua participação se tornou inviável. Enquanto os testes prosseguiam e Ana não aparecia, Maria Luísa Mendonça surgiu como uma pretendente inesperada. Após ler o roteiro, ela ligou para o diretor e pediu para fazer o teste. Roberto, surpreso pela proposta, não pôde negar o pedido da atriz e amiga. Maria demonstrou uma determinação e paixão pelo papel que convenceram o diretor de sua capacidade. Ao fazer o teste, Maria mostrou uma entrega e determinação que demonstravam o quanto ela desejava o papel. Roberto reconheceu que ninguém poderia interpretar o papel como ela o fez, então o papel foi dado a ela.

### Gravações

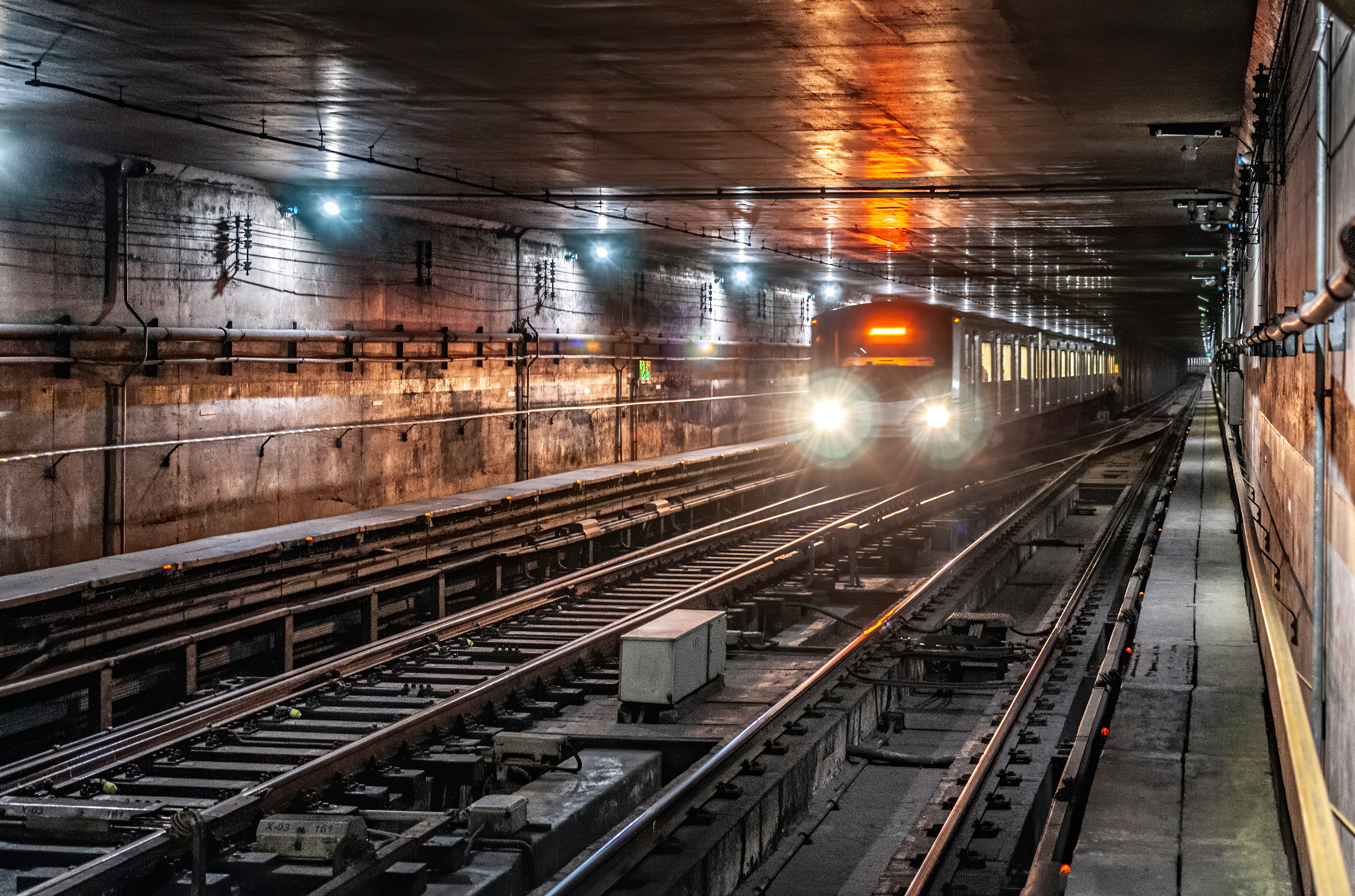
O metrô de São Paulo foi plano de fundo no filme.

O período de filmagens ocorreu entre 15 de julho e 5 de outubro de 2003. Francisco Ramalho Jr., enfrentando o desafio de filmar metade das cenas em trens e estações subterrâneas, optou por locações reais em vez de mock-ups. Durante os quatro meses de pré-produção, a equipe se preparou meticulosamente para lidar com as dificuldades, contando com o apoio da Companhia do Metropolitano de São Paulo. As filmagens ocorriam apenas durante quatro horas por noite para não prejudicar o serviço público, exigindo uma precisão extrema na troca de luzes nos vagões e na coordenação dos figurantes. O cronograma das filmagens precisava ser comunicado ao metrô com um mês de antecedência, tornando o cumprimento do planejado uma prioridade absoluta.

## Lançamento
O filme Jogo Subterrâneo teve uma ampla participação em festivais de cinema ao redor do mundo, destacando-se em diversas ocasiões. Em 2005, foi apresentado na 53ª edição do Festival Internacional de Cinema de San Sebastián, na Mostra Zabaltegui, na Espanha. No ano seguinte, em 2006, marcou presença no 49º Festival Internacional de San Francisco, nos Estados Unidos, e também no 20º Festival Internacional de Washington, DC, no mesmo país. Além disso, fez parte do I Festival de Cinema Latino-Americano de São Paulo, no Brasil, e do 10º Festival ElCine de Lima, no Peru.
Também esteve em destaque no Festival de Cine de Guayaquil, no Equador, e no 4º Festival de Cinema Brasileiro de Nova York, nos Estados Unidos, ambos em 2006. O filme foi selecionado para o 8th Film By The Sea, na Holanda, e para o 55º Festival Internacional de Cine de Mannheim-Heidelberg, na Alemanha, também em 2006. Em 2007, participou do 47º Festival Internacional de Cinema de Cartagena, na Colômbia, e da Mostra Especial de Cine Brasileiro no 22º Festival Internacional de Cinema de Guadalajara, no México. Além disso, teve destaque no 17° Festival Internacional De Cine Paraguai.

## Recepção

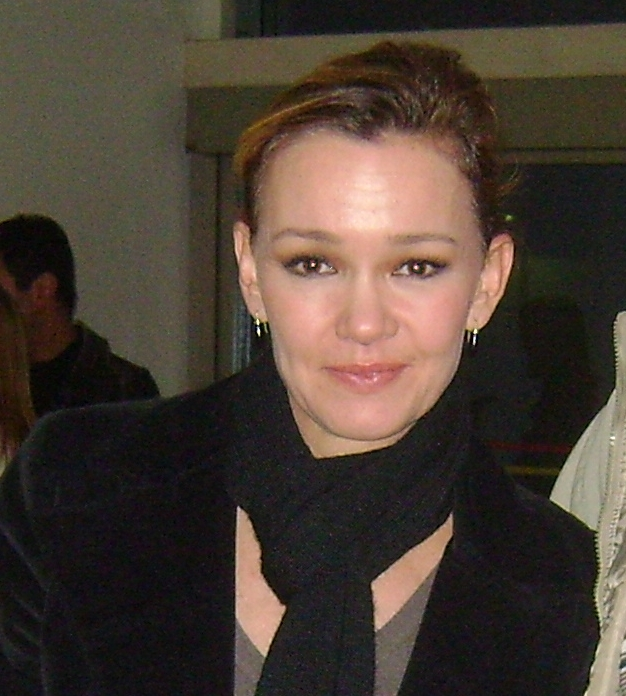
A performance de Júlia Lemmertz recebeu uma indicação da Academia ao Grande Otelo de Melhor Atriz Coadjuvante.

### Bilheteria
De acordo com dados da Agência Nacional do Cinema (Ancine), Jogo Subterrâneo foi exibido em 31 salas de cinemas em seu lançamento original, em 2005, sendo assistido por 20.928 espectadores. Ao todo, a renda acumulada em seu período de exibição foi de R$ 163.781,00.

### Crítica
Jogo Subterrâneo não foi recebido com aprovação unanime da crítica especializada, dividindo opiniões nas resenhas críticas publicadas na imprensa. O filme recebeu elogios por sua estética noir e sua cinematografia, mas o desempenho do elenco e a superficialidade dos diálogos não foi bem recebida. Escrevendo para o website Omelete, Érico Fuks atribuiu a nota 3 de 5 estrelas (), dizendo: "Enquanto o filme brinca de tatu debaixo da terra, vai bem nos trilhos. As tentativas de se recriar um estilo film noir são no mínimo corretas. O subterrâneo claustrofóbico é um achado do diretor. Há boas sequências, um jogo eficiente de cortes e uma direção de planos segura. A palidez psicológica dos personagens está muito bem caracterizada, contrastando apenas com o cromatismo semântico dos nomes das linhas do metrô. [...] Há ânimo e desânimo no papel do protagonista".
No entanto, Fuks destacou: "O problema é quando o filme resolve sair da toca e atingir a superfície. Aí fica, trocadilhos à parte, superficial. A atuação do ex-marido briguento da Vera Fischer e de todo o elenco não convence. Os diálogos são aqueles do tipo que se encontram somente no papel. Há uma busca estética oitentista que aumenta o desbotamento dessa história e afasta suas nuances da contemporaneidade".
Leonardo Cruz, crítico da Folha de S.Paulo, expressou uma visão desfavorável sobre o filme. Ele elogiou a ideia de adaptar Manuscrito Encontrado num Bolso, um dos melhores contos de Julio Cortázar, para o cinema, e elogiou o início do filme, destacando as viagens de Martín no metrô que refletem a essência do conto original argentino. No entanto, ele criticou a abordagem de Gervitz, que se desvia do estilo de Cortázar e se envolve em um jogo entre Martín e a enigmática Ana, resultando apenas em clichês pseudo-filosóficos e diálogos constrangedores. Além disso, ele lamentou os desempenhos dos protagonistas, descrevendo Felipe Camargo como inexpressivo e Maria Luisa Mendonça como histérica. Ele concluiu que o DVD do filme é uma opção melhor, devido aos extras e à apresentação visual cuidadosa.

### Prêmios e indicações
| Ano  | Associações                                           | Categoria                      | Recipiente(s)                 | Resultado | Ref.  |
| ---- | ----------------------------------------------------- | ------------------------------ | ----------------------------- | --------- | ----- |
| 2005 | Festival Internacional de Cinema de Havana            | Melhor Edição                  | Manga Campion                 | Venceu    | [ 3 ] |
| 2005 | Festival Internacional de Cinema de Havana            | Melhor Trilha Sonora           | Luiz Henrique Xavier          | Venceu    | [ 3 ] |
| 2006 | Festival Internacional de Cine de Mannheim-Heidelberg | Melhor Filme                   | Jogo Subterrâneo              | Indicado  |       |
| 2006 | Festival Internacional de Cinema de Palm Springs      | Novas Visões (prêmio do júri)  | Roberto Gervitz               | Indicado  |       |
| 2006 | Festival Internacional de Cinema de Palm Springs      | Novas Visões (menção especial) | Roberto Gervitz               | Venceu    | [ 3 ] |
| 2006 | Festival Internacional Cinema Novo                    | Melhor Direção                 | Roberto Gervitz               | Venceu    | [ 3 ] |
| 2006 | Festival Internacional de Cinema de Miami             | Melhor Edição                  | Manga Campion                 | Venceu    |       |
| 2006 | Premio Fiesp/Sesi do Cinema Paulista                  | Melhor Direção de Fotografia   | Lauro Escorel                 | Venceu    | [ 3 ] |
| 2006 | Prêmio Guarani de Cinema Brasileiro                   | Melhor Roteiro Adaptado        | Roberto Gervitz e Jorge Durán | Indicado  | [ 8 ] |
| 2007 | Festival Internacional de Cinema de Cartagena         | Melhor Filme                   | Jogo Subterrâneo              | Indicado  |       |
| 2007 | Grande Prêmio do Cinema Brasileiro                    | Melhor Atriz Coadjuvante       | Júlia Lemmertz                | Indicada  | [ 9 ] |
| 2007 | Grande Prêmio do Cinema Brasileiro                    | Melhor Roteiro Adaptado        | Roberto Gervitz e Jorge Durán | Indicado  | [ 9 ] |
| 2007 | Grande Prêmio do Cinema Brasileiro                    | Melhor Direção de Fotografia   | Lauro Escorel                 | Indicado  | [ 9 ] |

## Trilha sonora
- Na trilha sonora criada por Luiz Henrique Xavier existem várias músicas tocadas ao piano por Lídia Bazarian, que foram dubladas pelo ator Felipe Camargo.
- A violinista no metrô foi dublada por Maria Fernanda Krug.
- Outros intérpretes são Ricardo Ballestero, Jairo Perin Silveira, Jean Pierre Ryckebush, Guilherme Ribeiro, Itamar Collaço, Caíto Marcondes, José Carlos da Silva e Luiz Henrique Xavier.

### Músicas adicionais
- Bach - Partita nº 3 em Mi maior, BWV 1006 e o allegro da Sonata nº 2 em Lá menor, BWV 1003
- Villa-Lobos - Alma brasileira do Choro nº 5
- Schumann - Phantasiestücke, Op.12 nº 1
- Peninha - Sozinho
- João Bosco e Aldir Blanc - Dois para lá, dois para cá